# Lebring-Sankt Margarethen

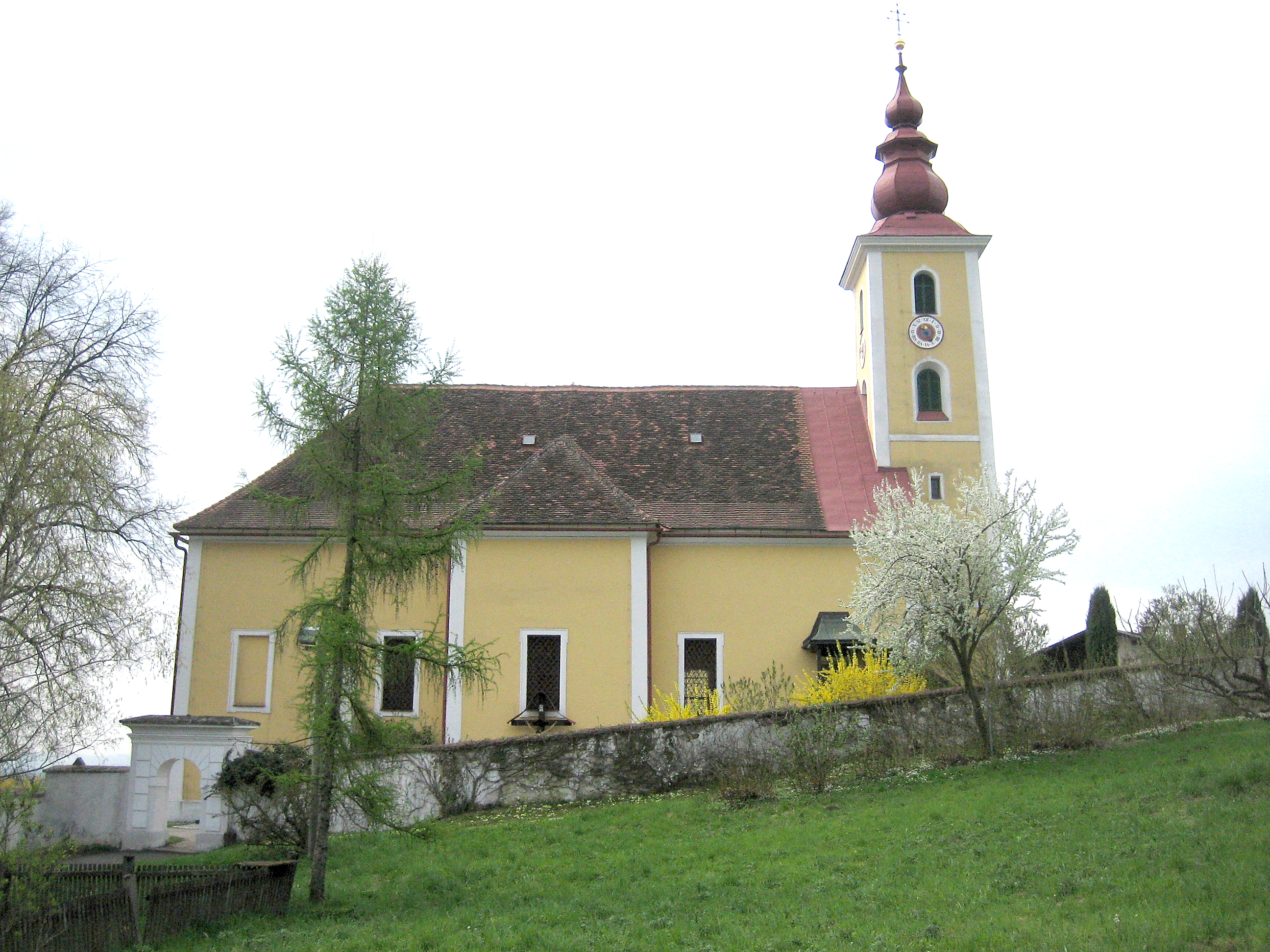
Pfarrkirche St. Margarethen bei Lebring

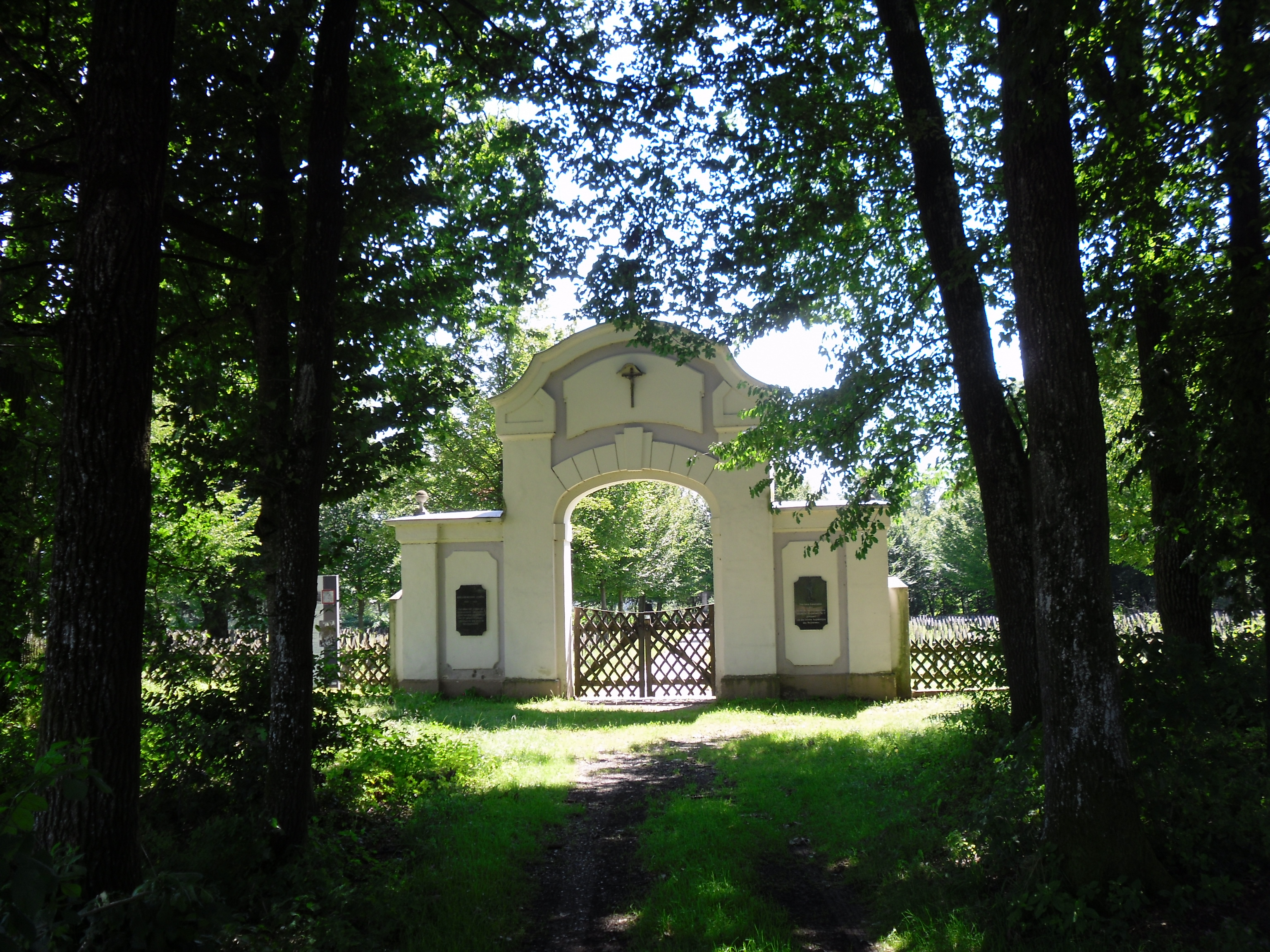
Militärfriedhof aus dem Ersten Weltkrieg des II. bosnisch-hercegowinischen Infanterieregiments der k.u.k. Armee

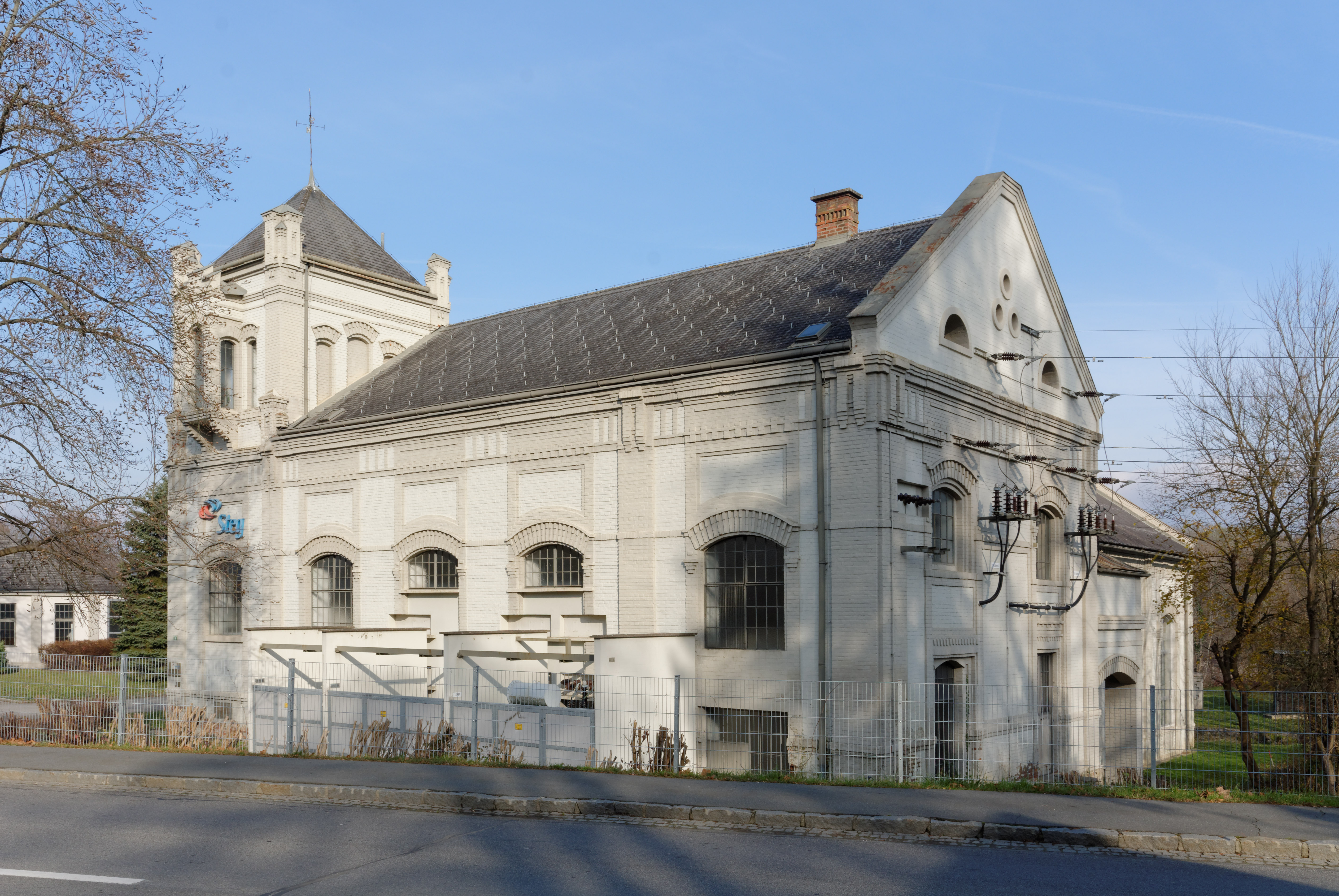
Krafthaus des Kraftwerks Lebring

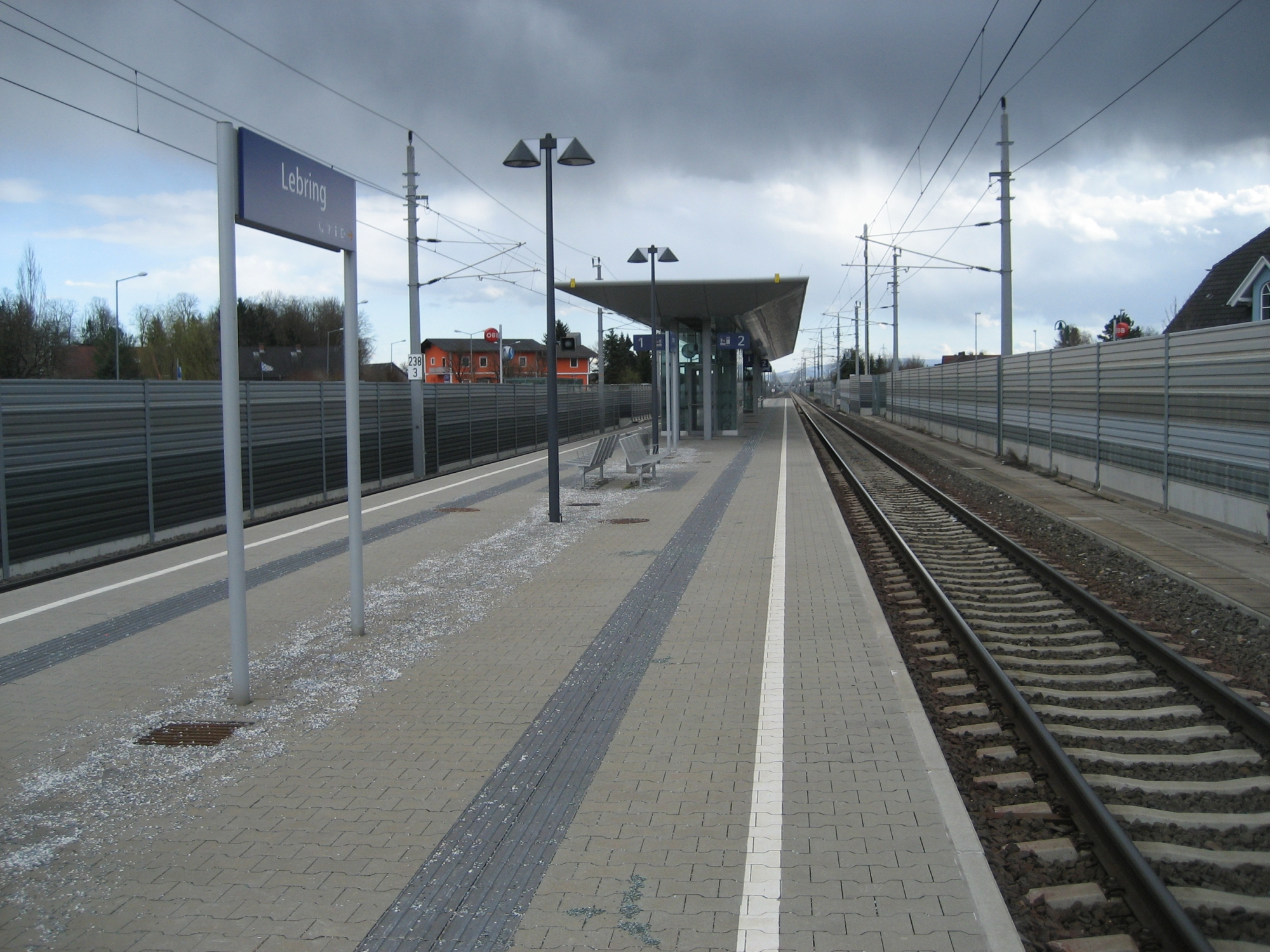
Haltestelle Lebring an der Südbahn

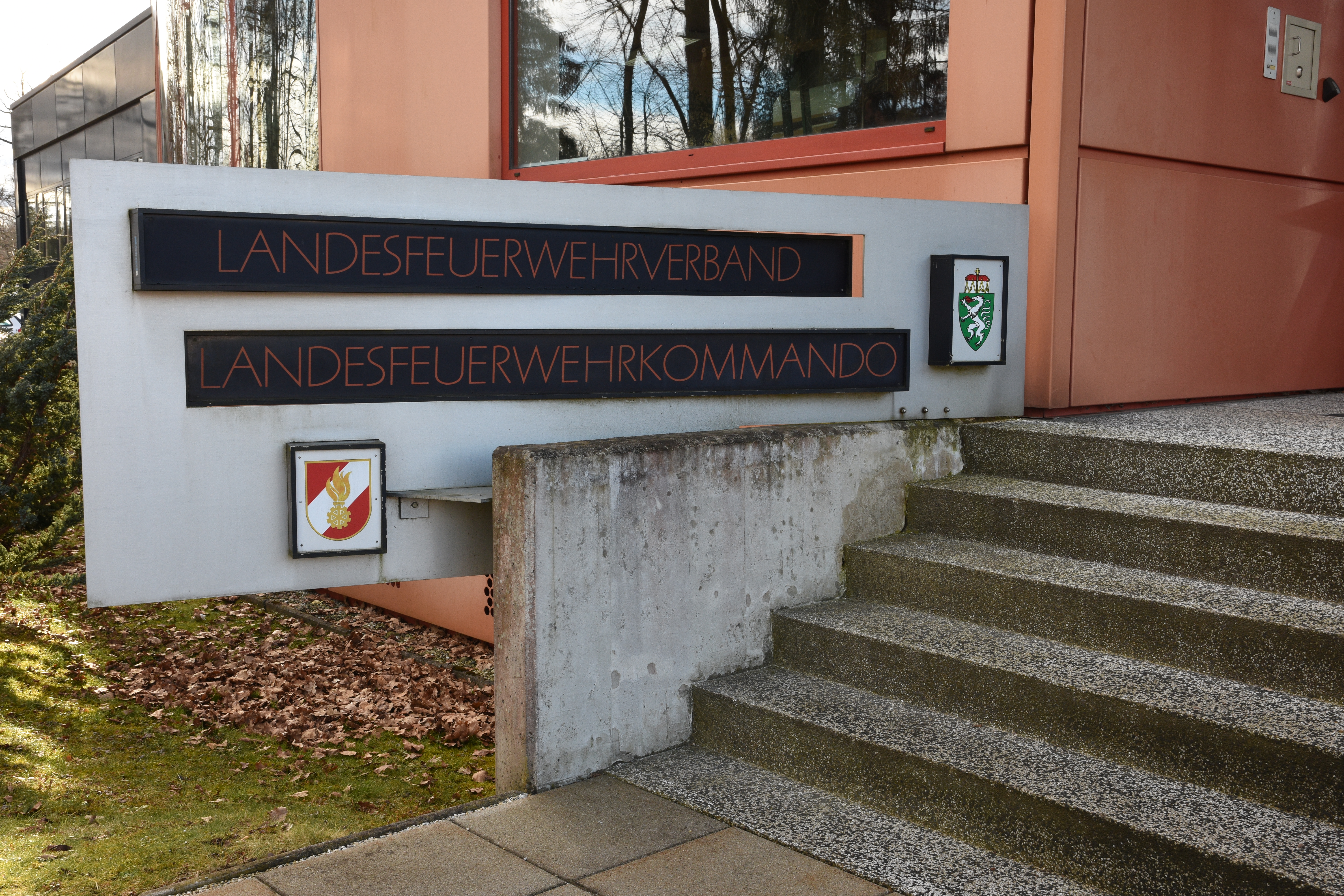
Landesfeuerwehrverband Steiermark

Lebring-Sankt Margarethen ist eine steirische Marktgemeinde mit 2260 Einwohnern (Stand 1. Jänner 2025) im Bezirk Leibnitz.

## Geografie
Lebring liegt am rechten Murufer etwa vier Kilometer südlich von Wildon und acht Kilometer nördlich der Stadt Leibnitz.
Der langgestreckte Rücken des Buchkogels beherrscht als Wahrzeichen die Ebenen am Mittellauf der Mur (Fluss). Seine höchste Erhebung ist in 550 m Höhe. Erdgeschichtlich ist der Berg ein Riff aus dem Pannonischen Meer der Tertiärzeit. An der Ostseite des Berges, am Übergang des Steilabfalles in den flachen Hang, wird die Brandungskehle des urzeitlichen Meeres heute noch sichtbar.

### Naturschutzgebiet
Das Waldgebiet am Buchkogel im Grenzbereich des Murfeldes und des Leibnitzerfeldes in den Gemeinden Wildon, Lebring-St. Margarethen, Lang und Hengsberg wurde zum „Naturschutzgebiet Wildoner Buchkogel“ erklärt. Damit sollen die naturnahen Buchenwaldbestände und die artenreichen Pflanzenvorkommen dieses Gebietes geschützt werden. Zu diesen Pflanzen gehören Rotbuche, Wolfs-Eisenhut, Breitblatt-, Schmalblatt- und Purpur-Waldvöglein, Maiglöckchen, Alpenzyklame, Illyrisch-Krokus, Seidelbast, Ständelwurz, Hundszahnlilie, Hecken-Nieswurz, Frühlingsknotenblume, Türkenbund-Lilie, Groß-Zweiblatt, Vogelnestwurz, Weiß-Waldhyazinthe, Erd-Primel, Wald-Veilchen, Hain-Veilchen.

### Gemeindegliederung
Am 1. Jänner 1954 wurden die Gemeinden Lebring und Sankt Margarethen bei Lebring zur Gemeinde Lebring-Sankt Margarethen vereinigt.
Die Gemeinde besteht seither aus den zwei Katastralgemeinden Lebring und St. Margareten.
Ortschaften (Einwohner Stand 1. Jänner 2025) sind:
- Bachsdorf (413),
- Lebring (1038) und
- Sankt Margarethen bei Lebring (809).

| Katastralgemeinden                           | Ortschaften in der Gemeinde                                             |
| -------------------------------------------- | ----------------------------------------------------------------------- |
| Lebring (4,73 km²) St. Margareten (2,87 km²) | Bachsdorf (D) Lebring (M) Sankt Margarethen bei Lebring (D) Greith (ZH) |
| Legende                                      |                                                                         |

| In der Spalte Katastralgemeinden sind sämtliche Katastralgemeinden einer Gemeinde angeführt. In der Klammer ist die jeweilige Fläche in km² angegeben. |
| In der Spalte Ortschaften sind sämtliche von der Statistik Austria erfassten Siedlungen, die auch eine eigene Ortschaftskennziffer aufweisen, angeführt. In der Hierarchieebene derselben Spalte, rechts eingerückt, werden nur Ansiedlungen, die mindestens aus mehreren Häusern bestehen, dargestellt. Die wichtigsten der verwendeten Abkürzungen sind: - M = Hauptort der Gemeinde - Stt = Stadtteil - R = Rotte - W = Weiler - D = Dorf - ZH = Zerstreute Häuser - Sdlg = Siedlung - Hgr = Häusergruppe - E = Einzelgehöft (nur wenn sie eine eigene Ortschaftskennziffer haben) Die komplette Liste der Statistik Austria ist in: Topographische Siedlungskennzeichnung nach STAT Zu beachten ist, dass manche Orte unterschiedliche Schreibweisen haben können. So können sich Katastralgemeinden anders schreiben als gleichnamige Ortschaften bzw. Gemeinden. Quelle: Statistik Austria – |

### Nachbargemeinden
|      | Wildon                                      |         |
| Lang | Kompassrose, die auf Nachbargemeinden zeigt | Ragnitz |
|      | Tillmitsch                                  | Gralla  |

## Geschichte
Im Jahr 1066 wird eine Kirche „innerhalb der Hengistburg“ urkundlich erwähnt. Ob es sich dabei um St. Margarethen handelte, ist nicht sicher. In jedem Fall wurde im Jahr 1136 die Kirche zur heiligen Margaretha an das Stift Suben übertragen. Als damals südlichste Pfarre des Bistums Seckau wird St. Margarethen „iuxta Wildoniam“ (bei Wildon) 1218/19 in dessen Gründungsurkunde namentlich angeführt. Die Pfarre, die die Orte Lebring und St. Margarethen umfasste, wurde bis zu den Reformen Josephs II. (1784) von den Chorherren des Stifts betreut. Auch im Ort befindet sich das Schloss Murstätten.
Das früheste Schriftzeugnis über Lebring ist von 1153 und lautet „Lewarn“. Der Name geht auf den althochdeutsch leo (Hügel, Grabhügel) zurück. Lewarn ist der Dativ (‚Bei den Leuten am Hügel‘).
Im Jahre 1896 wurde die Freiwillige Feuerwehr gegründet. Die Gründung der Raiffeisenkasse St. Margarethen bei Lebring fand 1899 statt.
1902/1903 erfolgte die Errichtung des denkmalgeschützten Elektrizitätswerks Lebring als Ausleitungskraftwerk, Schaukraftwerk, lange schon ersetzt durch ein Kraftwerk im Bett der Mur. Die zugleich errichtete etwa 22 km lange 20-kV-Überland-Hochspannungsleitung zum denkmalgeschützten Transformator(gebäude) 200 m südlich der Brauerei Puntigam in Graz war die erste mit so hoher Spannung in der Monarchie Österreich-Ungarn.
Im Jahre 1915 wurde in Lebring ein Barackenlager gebaut, die großen Baracken, wohl hundert an der Zahl, wurden in vier quadratische Gruppen geteilt und waren für militärische Zwecke bereit. Hauptzweck der Unterkünfte war die Unterbringung des Kaders bzw. des Ersatzbataillons des bosnisch-herzegowinischen Infanterie-Regimentes Nr. 2. Ein großer Teil des Lagers diente später auch als Kriegsgefangenenlager. Der Friedhof dieses Lagers mit 1670 Gräbern liegt im Gebiet der Nachbargemeinde Lang.
Ein eigener Gendarmerieposten wurde 1919 errichtet. 1973 entstand die Feuerwehr- und Zivilschutzschule Lebring. Bundespräsident Rudolf Kirchschläger eröffnete im Jahre 1974 das Philips-Farbbildröhrenwerk in Lebring, das mit dem Jahr 2002 wieder aufgrund der Umstellung auf Flachbaldbildschirme wieder geschlossen wurde. Die feierliche Eröffnung der Hauptschule fand im Jahr 1978 statt. Seit 1992 hat der Landesfeuerwehrverband für Steiermark seinen Sitz in Lebring. 1994 erfolgte die Markterhebung des Ortes.

### Bevölkerungsentwicklung
Das starke Wachstum der Einwohnerzahl erfolgt wegen der positiven Wanderungsbilanz, obwohl die Geburtenbilanz seit 1991 leicht negativ ist.
| Lebring-Sankt Margarethen: Einwohnerzahlen von 1869 bis 2024 | Lebring-Sankt Margarethen: Einwohnerzahlen von 1869 bis 2024 | Lebring-Sankt Margarethen: Einwohnerzahlen von 1869 bis 2024 | Lebring-Sankt Margarethen: Einwohnerzahlen von 1869 bis 2024 | Lebring-Sankt Margarethen: Einwohnerzahlen von 1869 bis 2024 |
| ------------------------------------------------------------ | ------------------------------------------------------------ | ------------------------------------------------------------ | ------------------------------------------------------------ | ------------------------------------------------------------ |
| Jahr                                                         |                                                              |                                                              |                                                              | Einwohner                                                    |
| 1869                                                         | 1869                                                         |                                                              | 909                                                          | 909                                                          |
| 1880                                                         | 1880                                                         |                                                              | 1.066                                                        | 1.066                                                        |
| 1890                                                         | 1890                                                         |                                                              | 996                                                          | 996                                                          |
| 1900                                                         | 1900                                                         |                                                              | 919                                                          | 919                                                          |
| 1910                                                         | 1910                                                         |                                                              | 1.059                                                        | 1.059                                                        |
| 1923                                                         | 1923                                                         |                                                              | 1.124                                                        | 1.124                                                        |
| 1934                                                         | 1934                                                         |                                                              | 1.188                                                        | 1.188                                                        |
| 1939                                                         | 1939                                                         |                                                              | 1.162                                                        | 1.162                                                        |
| 1951                                                         | 1951                                                         |                                                              | 1.251                                                        | 1.251                                                        |
| 1961                                                         | 1961                                                         |                                                              | 1.403                                                        | 1.403                                                        |
| 1971                                                         | 1971                                                         |                                                              | 1.553                                                        | 1.553                                                        |
| 1981                                                         | 1981                                                         |                                                              | 1.632                                                        | 1.632                                                        |
| 1991                                                         | 1991                                                         |                                                              | 1.810                                                        | 1.810                                                        |
| 2001                                                         | 2001                                                         |                                                              | 1.919                                                        | 1.919                                                        |
| 2011                                                         | 2011                                                         |                                                              | 2.003                                                        | 2.003                                                        |
| 2021                                                         | 2021                                                         |                                                              | 2.185                                                        | 2.185                                                        |
| 2024                                                         | 2024                                                         |                                                              | 2.281                                                        | 2.281                                                        |
| Quelle(n): Statistik Austria, Gebietsstand 1.1.2021          |                                                              |                                                              |                                                              |                                                              |

## Kultur und Sehenswürdigkeiten
- Katholische Pfarrkirche St. Margarethen bei Lebring

## Wirtschaft und Infrastruktur
Auf die Gemeinde entfallen zwölf Prozent aller Arbeitsplätze des sekundären Sektors im Bezirk Leibnitz. Eine Vielzahl der Betriebe sind im und um das ehemalige Philips-Werk angesiedelt.
In der Umgebung ist Lebring bekannt für den „Gady-Markt“. Der Händler Gady veranstaltet im März und September – März 2020 zum 108. Mal – eine Verkaufsausstellung mit landwirtschaftlichen Maschinen, Traktoren und Autos, verbunden mit einem Zeltfest und Vergnügungspark.
Die Firma AXIS Flight Training Systems entwickelt und produziert zivile Flugsimulatoren.
In Lebring befindet sich die Feuerwehr- und Zivilschutzschule Steiermark sowie das Landesfeuerwehrkommando Steiermark. Übungen mit PFAS-hältigen Löschmitteln der Landesfeuerwehrschule wurden im Jahr 2021 als Ursache von Verunreinigungen des Grundwassers und des Trinkwassers im Leibnitzerfeld festgestellt.
Der ÖAMTC betreibt in der Nachbargemeinde Lang ein Fahrtechnikzentrum. Weniger als 1/10 der Gesamtfläche liegen auf Lebringer Gebiet.
Lebring liegt am Murradweg. An der Mur befindet sich ein modernes Flusskraftwerk im Ortszentrum ein historisches, das seit wenigen Jahren als Schaukraftwerk offen steht, die Aulandschaft im leicht aufgestauten Bereich wird von Wasservögeln als Zuflucht und Brutplatz genutzt.
In den letzten Jahren ist in Lebring ein schrittweiser Rückgang klassischer Gastronomiebetriebe zu beobachten. Mehrere traditionelle Cafés und Lokale stellten den Betrieb ein, darunter auch das über Jahrzehnte betriebene Tanzcafé Merci – später Tanzbar Haring – das im Jahr 2017 mangels ausreichender Gästezahlen geschlossen wurde. Die Abschiedsveranstaltung war jedoch stark besucht und wurde auch von Bürgermeister Franz Labugger begleitet. Zu den wenigen verbliebenen Gastronomiebetrieben mit traditionell österreichischer Küche zählt heute das Hotel-Restaurant Gollner, das als fixer Bestandteil des lokalen kulinarischen Angebots gilt.
Seit 2024 verfolgt die aktuelle Gemeinderegierung das Projekt „Lebring – die neue Mitte“ mit dem Ziel, das Ortszentrum von Lebring wiederzubeleben. Die Gemeinde wirbt dabei mit dem Leitbild eines „lebendigen Ortes der Begegnung für alle Generationen“. Erste Vorstudien begannen 2024, die Fertigstellung ist bis 2030 geplant. Das Projekt umfasst unter anderem eine neue Verkehrsplanung, die Gestaltung von Grün- und Freiräumen sowie die Errichtung eines Bildungscampus neben der Volksschule. Die Planung sieht einen Treffpunkt für alle Altersgruppen mit Fokus auf aktive Mobilität und Freiraumgestaltung vor. Da die Marktgemeinde über eine zentral gelegene, weitgehend unbebaute Fläche von mehr als zwei Hektar verfügt, ergibt sich die Chance, hier ein attraktives Ortszentrum zu entwickeln.

### Bildungseinrichtungen
Lebring verfügt über eine Volksschule und eine Mittelschule. 

#### Volksschule
Die Volksschule Lebring legt großen Wert auf eine ganzheitliche Bildung und ein positives Lernumfeld. Ihr Motto "LEBRING: Lernen, Elternarbeit, Bewegen, Respekt, Individualität, Nahtstelle, Gemeinsam" fasst die pädagogische Philosophie zusammen. Die Schule fördert aktiv die Elternarbeit als konstruktives Miteinander.

#### Mittelschule
Die Hauptschule Lebring wurde 1972 gegründet. Anfänglich wurde der Unterricht im Gebäude der Volksschule abgehalten, doch aufgrund steigender Schülerzahlen wurde bereits 1976 der Spatenstich für ein eigenes Hauptschulgebäude gesetzt, welches ein Jahr später bezogen werden konnte. 
Besonders hervorzuheben ist die progressive Ausrichtung der Mittelschule Lebring im Bereich der Informatik. Sie war eine der ersten Schulen in der Steiermark, die Informatik als eigenen Pflichtgegenstand einführte. Diese frühe Fokussierung auf digitale Kompetenzen hat die Schule maßgeblich geprägt. Darüber hinaus ist die Mittelschule MINT-zertifiziert, was ihren starken Schwerpunkt in den Fächern Mathematik, Informatik, Naturwissenschaften und Technik bestätigt und die Qualität der dortigen Ausbildung unterstreicht.
Seit 2003 wurde das Schulgebäude umfangreich saniert und die technische Infrastruktur modernisiert, um den Anforderungen eines modernen Unterrichts gerecht zu werden. Im Jahr 2011 erfolgte ein weiterer wichtiger Schritt, bei dem die Hauptschule offiziell zur Neuen Mittelschule (NMS) wurde.

### Tourismus
Seit 2009 bildet die Gemeinde zusammen mit den Gemeinden Hengsberg, Lang, Stocking, Wildon und Weitendorf die Kleinregion Kulturpark Hengist. (Bei der Gemeindestrukturreform in der Steiermark wurden der Großteil der Gemeinde Stocking und die Gemeinde Weitendorf ab 2015 mit der Marktgemeinde Wildon zusammengeschlossen.)

### Verkehr
Per Bahn kann man Lebring mit der S-Bahn aus Richtung Graz und Spielfeld-Straß erreichen. Es hält die S-Bahn Linie S5, welche im Stundentakt verkehrt, zur Hauptverkehrszeit auch öfters. In Lebring befindet sich auch eine Anschlussstelle der Pyhrn Autobahn A 9.
Der Ort wird durch seine Lage an der Landesstraße B67 geprägt. Diese kommt vom Wildonerberg im Norden, weist hier eine Abzweigung nach Westen zum A9-Anschluss auf und etwa in Ortsmitte eine Richtung Osten zu einer Brücke über die Mur etwas südlicher.
Der ebene, doch teilweise nicht asphaltierte rechtsufrige Murradweg ist kurz an den Ort angeschlossen.

### Vereine
Lebring hat einen Fußballverein, den SV Lebring, aus dem die Profis Christoph Martschinko und Stefan Stangl hervorgingen. Im Ort befindet sich der Golfplatz „Gut Murstätten“.
Die Marktgemeinde verfügt auch über einen traditionellen Musikverein, die Trachtenkapelle Lebring-St. Margarethen, sowie über eine Feuerwehr, die Freiwillige Feuerwehr Lebring – St. Margarethen.

## Politik

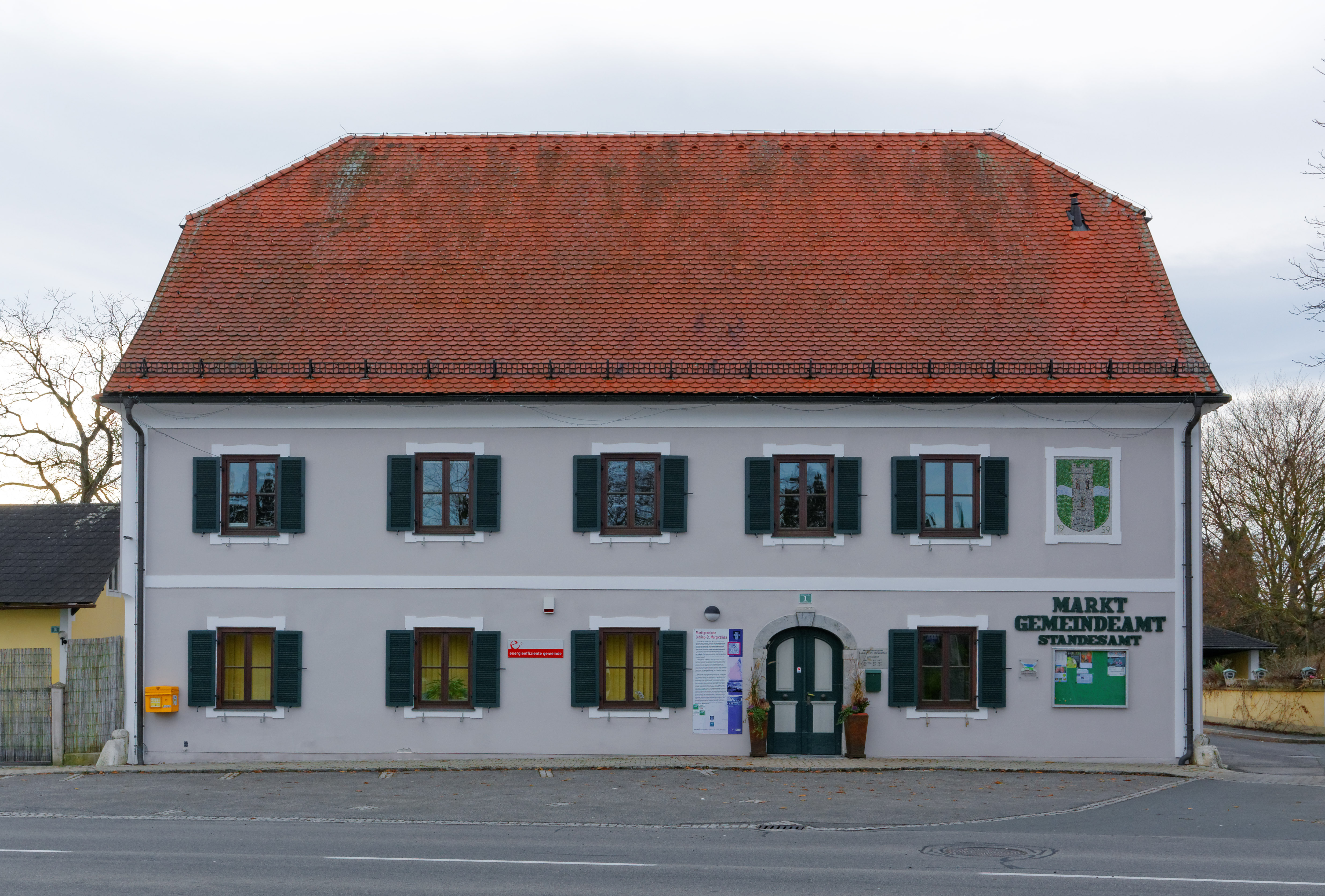
Gemeindeamt Lebring-St. Margarethen

### Gemeinderat
Der Gemeinderat umfasst 15 Mitglieder.
- Nach dem Ergebnis der Gemeinderatswahl 2025 setzt sich dieser wie folgt zusammen: 11 ÖVP, 3 SPÖ und 1 FPÖ.

| Partei                                                  | 2025             | 2025             | 2025             | 2020             | 2020             | 2020             | 2015             | 2015             | 2015             | 2010             | 2010             | 2010             | 2005             | 2005             | 2005             | 2000    | 2000    | 2000    | 1995             | 1995             | 1995             |
| Partei                                                  | Sti.             | %                | M.               | Sti.             | %                | M.               | Sti.             | %                | M.               | Sti.             | %                | M.               | Sti.             | %                | M.               | Sti.    | %       | M.      | Sti.             | %                | M.               |
| ------------------------------------------------------- | ---------------- | ---------------- | ---------------- | ---------------- | ---------------- | ---------------- | ---------------- | ---------------- | ---------------- | ---------------- | ---------------- | ---------------- | ---------------- | ---------------- | ---------------- | ------- | ------- | ------- | ---------------- | ---------------- | ---------------- |
| ÖVP                                                     | 979              | 71,04            | 11               | 912              | 71,70            | 12               | 765              | 58,26            | 9                | 740              | 58,87            | 9                | 698              | 55,57            | 9                | 662     | 54,35   | 9       | 598              | 48,90            | 8                |
| SPÖ                                                     | 267              | 19,38            | 3                | 300              | 23,58            | 3                | 433              | 32,98            | 5                | 414              | 32,94            | 5                | 333              | 26,51            | 4                | 261     | 21,43   | 3       | 342              | 27,96            | 4                |
| FPÖ                                                     | 132              | 9,58             | 1                | 60               | 4,72             | 0                | 115              | 8,76             | 1                | 103              | 8,19             | 1                | 225              | 17,91            | 2                | 223     | 18,31   | 3       | 192              | 15,70            | 2                |
| Grüne Lebring                                           | nicht kandidiert | nicht kandidiert | nicht kandidiert | nicht kandidiert | nicht kandidiert | nicht kandidiert | nicht kandidiert | nicht kandidiert | nicht kandidiert | nicht kandidiert | nicht kandidiert | nicht kandidiert | nicht kandidiert | nicht kandidiert | nicht kandidiert | 59      | 4,84    | 0       | 91               | 7,44             | 1                |
| Österreichische Autofahrer- und Bürgerinteressen-Partei | nicht kandidiert | nicht kandidiert | nicht kandidiert | nicht kandidiert | nicht kandidiert | nicht kandidiert | nicht kandidiert | nicht kandidiert | nicht kandidiert | nicht kandidiert | nicht kandidiert | nicht kandidiert | nicht kandidiert | nicht kandidiert | nicht kandidiert | 13      | 1,07    | 0       | nicht kandidiert | nicht kandidiert | nicht kandidiert |
| Wahlberechtigte                                         | 1.925            | 1.925            | 1.925            | 1.852            | 1.852            | 1.852            | 1.775            | 1.775            | 1.775            | 1.667            | 1.667            | 1.667            | 1.609            | 1.609            | 1.609            | 1.464   | 1.464   | 1.464   | 1.416            | 1.416            | 1.416            |
| Wahlbeteiligung                                         | 72,57 %          | 72,57 %          | 72,57 %          | 69,17 %          | 69,17 %          | 69,17 %          | 75,77 %          | 75,77 %          | 75,77 %          | 76,78 %          | 76,78 %          | 76,78 %          | 79,30 %          | 79,30 %          | 79,30 %          | 84,84 % | 84,84 % | 84,84 % | 88,49 %          | 88,49 %          | 88,49 %          |

### Bürgermeister
- 1945–1946: Josef Gruber
- 1946–1954: Josef Siener
- 1954–1965: Heinrich Ully
- 1965–1989: Karl Bachernegg (ÖVP)
- 1989–2004: Franz Steiner (ÖVP)
- 2004–2015: Johann Weinzerl (ÖVP)
- seit 2015: Franz Labugger (ÖVP)[22]

## Ehrenbürger
- Werner Bachofen von Echt (1902–1973)

## Persönlichkeiten
- Christl Ditfurth (* 1943), österreichische Skirennläuferin
- Hans Sebinger (1898–1981), österreichischer Politiker
- Franz Gady (1937–2015), österreichischer Unternehmer